# Ventura Alvarado
Ventura Alvarado Aispuro, född 16 augusti 1992, är en amerikansk fotbollsspelare som spelar för Juárez. Han har även representerat USA:s landslag.